# Confetteria Raffaello

Confetteria Raffaello è un marchio commerciale che identifica un prodotto dolciario realizzato e commercializzato dalla società italiana Ferrero SpA a partire dall'anno 1988 

## Caratteristiche
Raffaello è una pralina di forma sferica, composta da una mandorla circondata da una morbida crema, avvolta in un guscio di wafer al cocco e rivestita da polvere di cocco.
Per le materie prime vengono utilizzati il cocco delle isole del Pacifico e la mandorla bianca della California.
I confetti Raffaello hanno aspetto molto simile ai Ferrero Rocher, prodotti dalla stessa azienda.
Nella primavera/estate del 2021 Raffaello viene lanciato anche in formato gelato, rientrando nella strategia del gruppo Ferrero che ha cominciato per la prima volta la produzione dei gelati in autonomia.

## Distribuzione
Il prodotto è esportato in diversi Paesi europei ed extraeuropei. Sul mercato russo rappresenta, assieme a Kinder Sorpresa e alla Nutella, il prodotto della Ferrero di maggior successo commerciale.
Nel febbraio del 2021 la Ferrero ha lanciato in anteprima in Francia la versione del Raffaello in stecco gelato, nella primavera i gelati Raffaello sono disponibili in cinque nazioni europee, Italia, Francia, Germania, Austria e Spagna.

## Confezioni
Sono venduti in astucci da 3 o 4 pezzi oppure in scatole da 18 pezzi.

## Logo e grafica
La grafica del prodotto è rappresentata dal colore bianco con una banda rossa.